# عبدالرضا ساعتچی‌فرد
عبدالرضا ساعتچی فرد (زاده ۱۳۳۸ - تهران) تهیه‌کننده سینما اهل ایران است. وی مدیر عامل و رئیس هیئت مدیره سازمان سینمایی فجر است.

## سمت‌ها
- مؤسس و مدیر عامل سازمان سینمایی فجر
- مؤسس و مدیر عامل هنرکده سازمان سینمایی فجر
- مؤسس و مدیر عامل مجتمع فنی و حرفه ایی فرهیختگان ایران
- مدیر مسئول مؤسسه دنیای مد ساعتچی

## فعالیت‌های هنری

### تهیه‌کننده فیلم سینمایی
- حریم شخصی (فیلم) (۱۳۹۵)
- نامزد آمریکایی من (۱۳۸۷)
- شبانه (فیلم) (۱۳۸۴)
- اشک و لبخند (۱۳۷۳)
- چاووش (فیلم) (۱۳۶۹)
- زیر بام‌های شهر (۱۳۶۸)
- شکار (فیلم ۱۳۶۶)
- در اسارت(۱۳۶۳)
- سیاه راه (۱۳۶۳)

### تهیه‌کنندگی تله‌فیلم‌های سینمایی
- عکس یادگاری
- بلوط‌های تلخ
- بلند پرواز
- عشق و تجارت
- قاتلی با بارانی مشکی
- همسفر
- خواهر خوانده
- خاطرات یک سرباز
- خوشبختی یا مرگ
- لباس عروس
- معجزه سیب
- مشکلات یک نویسنده
- شکر تلخ
- اکس پارتی
- راز خنده
- رؤیاها
- پزتیوهای فراموش شده
- آدم‌کش‌ها به جهنم می‌روند

### تهیه‌کنندگی سریال‌ها
- بازی‌های سرنوشت
- سی و نه پله
- مهاجران
- رک و پوست کنده
- طعم دیگر عشق
- فوکوس
- فوتبالیست‌ها
- کلاکت
- عزم دیدار
- آدم‌کش‌ها به جهنم می‌روند

### تهیه‌کنندگی فیلم‌های مستند و داستانی
- خاک و ابریشم
- سه کیلومتر جلوتر
- رؤیای جاودانگی
- شناسنامه نود و یک
- آهنگ کوچه‌های خشتی
- با محرم
- این خانه زن ندارد
- خانه ام ابریست
- خانه ایی زیر آب
- کلبه‌های عشق
- مهمان رجب
- روناک
- روزی که دنیا را تکان داد
- ملاقات با مسیح
- اربعین
- یک زن، صد اسب
- بازی با زندگی
- قلبم بم
- هست، الان، بودن
- جزیره
- مادران همیشه
- سنه دژ (مهد عشق)
- وقایع نگاری یک فیلم زنانه
- فروش
- نفس‌های مریم
- پنهان در غبار
- سیاهی
- زنان درانتخابات
- ادامه دارد
- خارجی کویر روز
- لوبیای سحرآمیز
- چهارشنبه عزیز
- آخرین فال
- بعد از سیاهی
- دریک روز اتفاق می‌افتد
- دیدنی‌های ایران
- کارت سبز
- گل چادر
- گزارش اقلیت
- هوای تازه
- میراث فرهنگی
- این خانه مرد ندارد
- رؤیای جزیره
- کویر
- خانه عشق
- کوزه‌گر
- مدرسه که می‌رویم
- میراث زمین
- ناتمام
- نقشه سفید
- پنجره
- رنگها می‌گویند
- رؤیای بازی
- روی دیوار زندگی
- سهم مهاجر
- سیاه سرخ سبز
- سینما چیه؟
- و فردا
- واحه ای در لحظه
- یک روز، یک شب، یک محله
- یونیسف چه خبر؟
- حلقه و سارا
- زاویه تاریک
- زندگی در جریان است
- هشدار
- پیله داران
- نغمه‌های خاک شده

## فعالیت‌های علمی
نویسنده کتاب هشداری به والدین سال ۱۳۵۸

## فعالیت‌های اجتماعی
- مشاوره حوزه ارتباطات رئیس پارک علم و فناوری دانشگاه تهران
- عضو کمیته داوران جشنواره نوآوری و فن آوری دانشگاه تهران
- مشاورفرهنگی و بین‌الملل قائم مقام شهردارو رئیس سرمایه‌گذاری و مشارکتهای شهرداری مشهد
- مشاوراموراجتماعی درحوزه‌های فرهنگی، بین‌المللی و روابط عمومی شرکت دخانیات ایران
- عضو هیئت حل اختلاف شورای عالی تهیه‌کنندگان سینمای ایران
- عضو اتحادیه تولید و پخش کنندگان سینمای ایران